# Diane Charteris
Diane Charteris (* 6. Mai 1947) ist eine ehemalige neuseeländische Kugelstoßerin und Diskuswerferin.
1966 wurde sie bei den British Empire and Commonwealth Games in Kingston Fünfte im Kugelstoßen und Achte im Diskuswurf.
Bei den Pacific Conference Games 1969 gewann sie jeweils Bonze im Kugelstoßen und im Diskuswurf.
1970 wurde sie bei den British Commonwealth Games in Edinburgh Sechste im Kugelstoßen und Achte im Diskuswurf.
1967 wurde sie Neuseeländische Meisterin im Kugelstoßen, 1968 und 1969 im Diskuswurf.

## Persönliche Bestleistungen
- Kugelstoßen: 15,59 m, 25. Februar 1967, Christchurch
- Diskuswurf: 51,60 m, 17. Februar 1968, Christchurch